# Grevillea polybractea
Grevillea polybractea là một loài thực vật có hoa trong họ Quắn hoa. Loài này được H.B.Will. miêu tả khoa học đầu tiên năm 1927.